# Nationaal Museum van Aleppo
Het Nationaal Museum van Aleppo (Arabisch: متحف حلب الوطني) is het grootste museum in de stad Aleppo in Syrië.
Het museum werd opgericht in 1931. Het is gelegen in het noordelijke deel van het centrum aan de Baronstraat, in de buurt van het beroemde Baronhotel en de klokkentoren van Bab al-Faraj. Het museum is grotendeels gewijd aan de archeologie van Syrië. De meeste objecten komen van archeologische vindplaatsen uit het noorden van het land.